# AIM-alliantie
De AIM-alliantie, ook bekend als de PowerPC-alliantie, werd op 2 oktober 1991 gevormd tussen Apple, IBM en Motorola. Het doel was om een open standaard te creëren voor een computerplatform gebaseerd op de POWER-instructiesetarchitectuur. Met dit computerplatform wou de alliantie bestaande problemen oplossen, de industrie toekomstbestendig maken en concurreren met het monopolie en de macht van Microsoft en de Wintel-combinatie. De alliantie lag aan de basis van Taligent, Kaleida Labs, de PowerPC CPU-familie, de CHRP-standaard en Apple's Power Macintosh-computerlijn.

## Geschiedenis
In de jaren tachtig en negentig van de vorige eeuw evolueerde het computerlandschap van personal computers voor individueel gebruik naar een model waarin afzonderlijke, maar onderling verbonden computers het werk uitvoeren. Computerbedrijven konden het zich daarom niet langer veroorloven om geïsoleerd te zijn. Bovendien bedreigden het monopolie van Microsoft en het duopolie van Wintel de concurrentie in de hele sector.
In mei 1991 tekenden Apple en IBM een intentieovereenkomst, waarin ze een alliantie voorstelden en de strategische technologiedoelstellingen voor de lange termijn vastlegden. Het belangrijkste doel was om een overkoepelend computerplatform te ontwerpen voor de hele computerindustrie, gebaseerd op open standaarden. Dit computerplatform zou gebruik gaan maken van een nieuw hardwareontwerp en een besturingssysteem van de volgende generatie. IBM was van plan het Macintosh-besturingssysteem naar zijn grote servers te brengen en Apple ging een belangrijke klant worden voor het nieuwe POWER-hardwareplatform. IBM en Motorola zouden de ingenieurs leveren om de chips te ontwikkelen in een gezamenlijke productiefaciliteit in Austin (Texas). Motorola zou de chips aan Apple en andere bedrijven verkopen.
De alliantie ging officieel van start in oktober 1991. In 1992 richtten IBM en Apple twee nieuwe bedrijven op: Taligent and Kaleida Labs. Apple was dan al enkele jaren aan het werken aan een nieuw besturingssysteem van de volgende generatie met de codenaam "Pink". Dit zou het ultieme objectgeoriënteerde besturingssysteem worden, geprogrammeerd in C++ bovenop een microkernel. Taligent werd opgericht om dit besturingssysteem op de markt te brengen. Kaleida zou op zijn beurt voor een objectgeoriënteerde, platformonafhankelijke multimediascripttaal zorgen die ontwikkelaars in staat moest stellen geheel nieuwe soorten applicaties te maken die de kracht van het platform zouden benutten.
CISC-microprocessoren, zoals de Intel x86-familie, werden beschouwd als een doodlopende straat. RISC werd gezien als de toekomst van de microprocessor: de hardware van de alliantie is gebaseerd op de PowerPC-processorfamilie. De eerste processor in deze familie, de PowerPC 601 uit 1993, was een versie van de POWER1-CPU van IBM geïntegreerd op één chip. Zowel IBM als Motorola zouden de PowerPC-chips voor het nieuwe platform vervaardigen. De basis van de computerarchitectuur was "PReP" (PowerPC Reference Platform), later aangevuld met Open Firmware en omgedoopt tot "CHRP" (Common Hardware Reference Platform). IBM gebruikte PReP en CHRP voor de PCI-versie van zijn RS/6000-platform. Apple bracht in 1994, zoals voorspeld in het oorspronkelijke alliantiecontract, zijn eerste product uit op basis van het hardwareplatform van de alliantie: de op de PowerPC gebaseerde Power Macintosh-lijn.
Pogingen van Motorola en IBM om PReP en CHRP populair te maken mislukten omdat noch Apple, noch IBM, noch Taligent er in slaagden om een alomvattend besturingssysteem te bieden voor de server- en pc-markten. Windows NT was het enige beschikbare mainstream besturingssysteem dat geporteerd was naar PowerPC, maar er bestond vrijwel geen marktvraag voor. Hoewel PowerPC uiteindelijk werd ondersteund door verschillende Unix-varianten, Windows NT en OS/2, draaiden deze besturingssystemen over het algemeen net zo goed op gewone Intel-gebaseerde hardware, dus er was weinig reden om de PReP-systemen te gebruiken. Kaleida Labs werd in 1995 opgedoekt en Taligent werd geïntegreerd in IBM.
De verstandhouding tussen Apple en Motorola verslechterde in 1998 door de terugkeer van Steve Jobs bij Apple en zijn beslissing om de overeenkomsten met andere bedrijven om Power Macintosh-klonen te produceren te beëindigen. Motorola werd door Apple en IBM kortstondig uit de AIM-alliantie gezet en gedwongen te stoppen met het maken van PowerPC-processoren, waardoor IBM alle toekomstige PowerPC-chips moest ontwerpen en produceren.
Nadat Motorola in 1999 weer opgenomen werd in de alliantie hielp het IBM bij het ontwerpen van enkele PowerPC-chips voor laptops. In 2004 splitste Motorola zijn halfgeleiderproductie af als Freescale Semiconductor en verliet de AIM-alliantie volledig. Freescale bleef IBM helpen bij het ontwerpen van PowerPC-chips totdat het zelf in 2015 werd overgenomen en geabsorbeerd door NXP Semiconductors.
Apple stapte in 2006 volledig over op Intel CPU's. Aan de basis van deze beslissing lag de teleurstelling over de richting van de PowerPC-ontwikkelingen en de prestaties van de PowerPC G5-processor, vooral in de snelgroeiende laptopmarkt. Dit werd gezien als het einde van de AIM-alliantie aangezien IBM als enige gebruiker van PowerPC overbleef.

## Nalatenschap
De PowerPC is het meest tastbare resultaat van de AIM-alliantie. Van 1994 tot 2006 gebruikte Apple PowerPC-chips in bijna elke Macintosh. PowerPC heeft ook een groot succes gekend op de markt van embedded systems en spelcomputers zoals de GameCube, Wii, Wii U, Xbox 360 en PlayStation 3.
Taligent dat oorspronkelijk in het leven geroepen was om Apple's Pink-besturingssysteem op de markt te brengen, leverde belangrijke bijdragen aan internationalisering en compilers, in de vorm van Java Development Kit 1.1, VisualAge C++ en het open source-project International Components for Unicode.
Power.org werd in 2004 opgericht door IBM en vijftien partners met de bedoeling Power-architectuurtechnologie, zoals PowerPC, POWER en softwareapplicaties te ontwikkelen en te promoten.
De OpenPOWER Foundation, de opvolger van Power.org, is een samenwerking rond producten gebaseerd op Power ISA. Dit initiatief van IBM werd op 6 augustus 2013 aangekondigd als het "OpenPOWER Consortium" en heeft meer dan 250 leden. In 2019 besliste IBM dat Power ISA open source zou worden.